# Kim Andersen
Kim Andersen (Malling, 10 februari 1958) is een voormalig Deens wielrenner. Hij was actief van 1980 tot 1992 en behaalde 31 wegzeges. 

## Carrière
In 1983 was hij de eerste Deense geletruidrager in de Tour de France. In 1984 haalde hij zijn belangrijkste overwinning: de Waalse Pijl na een lange solo. In 1985 werd hij betrapt op het gebruik van doping. Van 1998 tot 2010 was hij ploegleider, onder meer bij Team Fakta. Zijn laatste ploeg Team Saxo Bank ontsloeg Andersen, omdat die zelf een nieuwe ploeg zou oprichten met Fränk en Andy Schleck.

## Palmares
1979
3e (deel B) en 4e etappe Ronde van Nedersaksen
Eindklassement Ronde van Nedersaksen
1981
5e etappe Ronde van Spanje
1982
3e etappe Midi Libre
4e etappe Vierdaagse van Duinkerke
3e etappe Ronde van Nederland
3e etappe Ronde van de Aude
1983
1e en 4e etappe Ronde van Denemarken
Eindklassement Ronde van Denemarken
12e etappe Ronde van Frankrijk
1984
5e en 7e etappe Ronde van Denemarken
Eindklassement Ronde van Denemarken
4e etappe Vierdaagse van Duinkerke
GP d'Isbergues
1e etappe Ronde van de Limousin
Eindklassement Ronde van de Limousin
Waalse Pijl
1985
2e etappe Ronde van Denemarken
3e etappe Route du Sud
5e etappe (deel A) Étoile des Espoirs
1986
Parijs-Camembert
3e etappe (deel A) Ronde van Ierland
1987
3e etappe Ster van Bessèges
 Deens kampioen op de weg, Elite
2e en 3e etappe Parijs-Bourges
Eindklassement Parijs-Bourges
Eindklassement Ronde van Denemarken
4e etappe Ronde van de Limousin
1990
11e etappe Ronde van Zwitserland
3e etappe (deel A) Ronde van de Vaucluse

## Resultaten in voornaamste wedstrijden
| Jaar | Ronde van Italië | Ronde van Frankrijk | Ronde van Spanje |
| ---- | ---------------- | ------------------- | ---------------- |
| 1980 |                  |                     |                  |
| 1981 |                  | opgave              | 30e (1)          |
| 1982 |                  | 17e                 |                  |
| 1983 |                  | 28e (1)             |                  |
| 1984 |                  | 50e                 |                  |
| 1985 |                  | 47e                 |                  |
| 1986 |                  |                     |                  |
| 1987 | opgave           | 62e                 |                  |
| 1989 |                  |                     |                  |
| 1990 |                  |                     |                  |
| 1991 |                  |                     |                  |
| 1992 | opgave           |                     |                  |

| Jaar | Milaan-San Remo | Gent-Wevelgem | Ronde van Vlaanderen | Amstel Gold Race | Luik-Bast.‑Luik | Ronde van Lombardije | Waalse Pijl | Bretagne Classic | Omloop Het Volk |  | WK op de weg |  | Wereldranglijsten |
| ---- | --------------- | ------------- | -------------------- | ---------------- | --------------- | -------------------- | ----------- | ---------------- | --------------- |  | ------------ |  | ----------------- |
| 1980 |                 |               |                      | 43e              |                 |                      |             |                  |                 |  |              |  |                   |
| 1981 |                 |               |                      |                  |                 |                      | 96e         |                  |                 |  |              |  |                   |
| 1982 |                 |               |                      | 36e              | 41e             |                      |             |                  |                 |  | 15e          |  |                   |
| 1983 |                 |               |                      |                  | 53e             |                      |             |                  | 4e              |  |              |  |                   |
| 1984 |                 | 99e           |                      | ↑                | 12e             | 23e                  | ↑           |                  |                 |  | opgave       |  | 11e (SPP)         |
| 1985 | 123e            | 34e           |                      |                  | 32e             |                      |             | 11e              |                 |  | 14e          |  |                   |
| 1986 |                 | 8e            |                      |                  | 37e             |                      |             |                  |                 |  |              |  |                   |
| 1987 |                 | 41e           | 82e                  | 39e              | 25e             |                      | 15e         | 4e               |                 |  | 30e          |  |                   |
| 1989 |                 |               |                      |                  | 42e             |                      |             |                  |                 |  |              |  |                   |
| 1990 |                 |               |                      | 33e              | 102e            | 71e                  |             |                  |                 |  |              |  |                   |
| 1991 |                 | 105e          |                      |                  |                 |                      | 41e         |                  |                 |  | 38e          |  |                   |
| 1992 |                 | 79e           |                      | 69e              |                 |                      |             |                  |                 |  | 78e          |  |                   |